# Finse kampioenschappen veldrijden
De Finse kampioenschappen veldrijden zijn een jaarlijks terugkerende wedstrijd om te bepalen welke veldrijder er kampioen van Finland wordt.

## Kampioenen

### Elite Mannen
- 1982 : Kari Bertil Puisto
- 1983 : Kari Myyryläinen
- 1984 : Kari Bertil Puisto
- 1985 : Kari Bertil Puisto
- 1986 : Kari Bertil Puisto
- 1987 : Kari Bertil Puisto
- 1991 : Kari Myyryläinen
- 1992 : Kari Myyryläinen
- 1994 : Kari Myyryläinen
- 1995 : Kari Myyryläinen
- 1996 : Erik Kaarlampi
- 1997 : Pasi Ahlroos
- 1998 : Erik Kaarlampi
- 1999 : Ari Panttila
- 2000 : Ari Panttila
- 2001 : Pasi Willman
- 2002 : Pasi Willman
- 2003 : Erik Kaarlampi
- 2004 : Tero Hämeenaho
- 2005 : Mikko Siltanen
- 2006 : Jussi Veikkanen
- 2008 : Kimmo Kananen
- 2009 : Kimmo Kananen
- 2010 : Kimmo Kananen
- 2011 : Sami Tiainen
- 2012 : Samuel Pökälä
- 2013 : Samuel Pökälä
- 2014 : Olli Miettinen
- 2015 : Sasu Halme
- 2017-01 : Sasu Halme
- 2017-10 : Sasu Halme
- 2019-01 : Antti Kuitto
- 2019-10 : Niko Heikkilä
- 2020 : Antti-Jussi Juntunen
- 2021 : Antti-Jussi Juntunen
- 2022 : Aku Koivistoinen
- 2023 : Aksel Rantanen
- 2024 : Antti-Jussi Juntunen

### Junioren Mannen
- 1996 : Samuel Holm
- 1997 : Jouni Saarikko
- 1998 : Jussi Veikkanen
- 1999 : Jussi Veikkanen
- 2000 : Dan Andersen
- 2002 : Aleksi Hoffman
- 2005 : Markku Alus
- 2006 : Markku Alus
- 2009 : Jesse Virtanen
- 2010 : Artturi Pensasmaa
- 2011 : Artturi Pensasmaa
- 2012 : Marco-Tapio Niemi
- 2013 : Jaakko Hänninen
- 2014 : Jaakko Hänninen
- 2015 : Simo Terävä
- 2017-01 : Niko Heikkilä
- 2017-10 : Niko Heikkilä
- 2019-01 : Niko Heikkilä
- 2019-10 : Oskari Heinikainen
- 2020 : Tomas-Casimir Niemi
- 2021 : Tomas-Casimir Niemi
- 2022 : Kasper Borremans
- 2023 : Kasper Borremans
- 2024 : Niko Terho

### Elite Vrouwen
- 2005 : Carina Ketonen
- 2006 : Carina Ketonen
- 2007 : Carina Ketonen
- 2008 : Anna Ronkainen
- 2009 : Carina Ketonen
- 2010 : Anna Lindström
- 2011 : Maija Rossi
- 2012 : Maija Rossi
- 2013 : Jasmin Kansikas
- 2014 : Suvi Lavonen
- 2015 : Susanna Laurila
- 2017-01 : Susanna Laurila
- 2017-10 : Susanna Laurila
- 2019-01 : Susanna Laurila
- 2019-10 : Kajsa Salmela
- 2020 : Anniina Ahtosalo
- 2021 : Minna-Maria Kangas
- 2022 : Anniina Ahtosalo
- 2023 : Hanna Häkkinen
- 2024 : Noora Kanerva

### Junioren Vrouwen
- 2002 : Karoliina Räsänen
- 2005 : Jonna Somervuori
- 2006 : Heini Ilmarinen
- 2015 : Viivi Puskala
- 2021 : Wilma Aintila
- 2022 : Viivi Turpeinen
- 2024 : Lotte Borremans